# زلزال معسكر 1994
حدث زلزال معسكر 1994 في 18 أغسطس 1994 الساعة 02:13 صباحًا بالتوقيت المحلي، وذلك في منطقة ريفية بالقرب من مدينة معسكر الجزائرية. بلغت قوة الزلزال 5.8 درجة على مقياس العزم (Mw) وعمقه وصل إلى 10 كم (6.2 ميل). وقد تسبب بمقتل 171 شخص، وتشريد 12,500 شخص، وتدمير آلاف المنازل في ولاية معسكر. لم تكن قوة الزلزال هي السبب وحده؛ بل تضررت أو دُمرت العديد من المنازل بسبب سوء جودة البناء، ما أدى إلى انهيارها على السكان، ووقوع غالبية الضحايا داخل المنازل لوقوعه في ساعات النوم فجرًا. وقد أطلقت الحكومة الوطنية حملة استجابة سريعة في أعقاب الكارثة.

## حركة الصفائح التكتونية

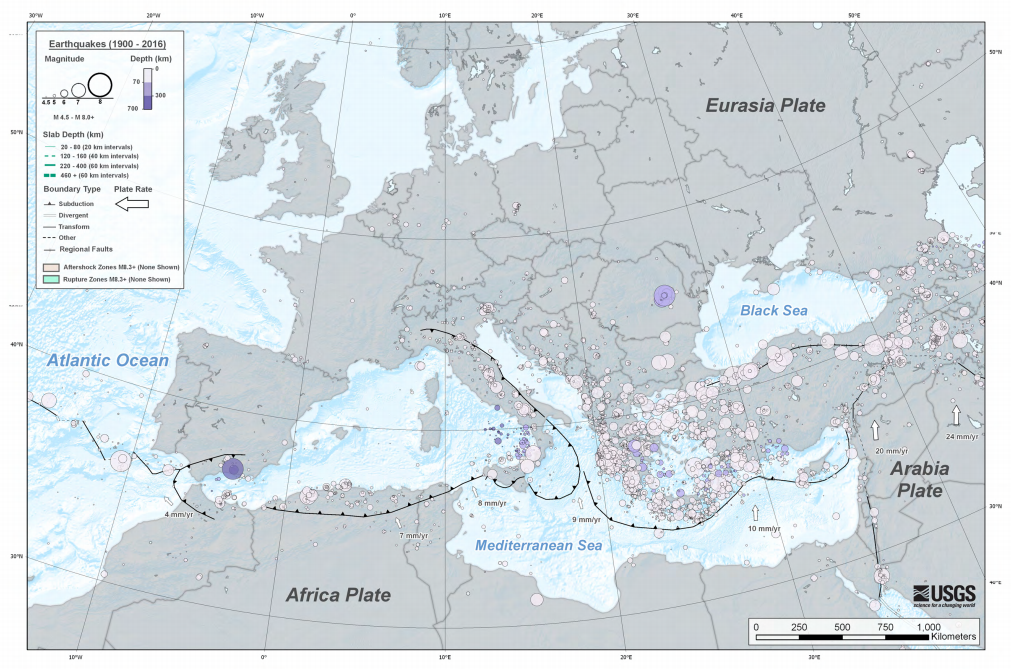
خريطة لحركة الصفائح التكتونية لمنطقة البحر الأبيض المتوسط بالفترة (1900 - 2016)

تقع منطقة شمال غرب إفريقيا، والتي تضم الجزائر، بالقرب من حدود صفيحة متقاربة معقدة وغير محددة جيدًا والتي تفصل الصفيحة الإفريقية عن الصفيحة الأوراسية. تُشكّل الصفائح المتقاربة منطقة ضغط في شمال الجزائر، تُحيط بها بشكل رئيسي صدوع الدفع والانزلاق. ويؤدي هذا الدفع إلى تشكّل جبال الأطلس. وتعد الجزائر منطقة نشطة، بحسب الوضع التكتوني للجزائر، حيث تُسجل أجهزة رصد الزلازل حوالي 100 زلزال طفيف شهريًا. وقد أدت الزلازل المتوسطة إلى القوية التي تزيد قوتها عن 6.0 درجات إلى خسائر بشرية وأضرار مادية. عمومًا تتركز الزلازل في منطقة الأطلس التلي، ورغم أنها أقل تواترًا، إلا أن الزلازل تحدث أيضًا قبالة سواحلها. وعندها يمكن أن تُسبب موجات المد تسونامي، مثل زلازل عام 1856 في جيجل.
كل ذلك جعل من الجزائر عرضة لزلازل مدمرة في أعوام 1716، 1790، 1825، 1910، 1954، 1980، 2003. وتتركز الزلازل في المناطق الغربية والوسطى بسبب آلية دفع ناتجة عن ضغط بين الشمال الغربي والجنوب الشرقي. أما في المناطق الشرقية فتحدث معظم الزلازل بسبب صدع الانزلاق الضارب.

## الزلزال

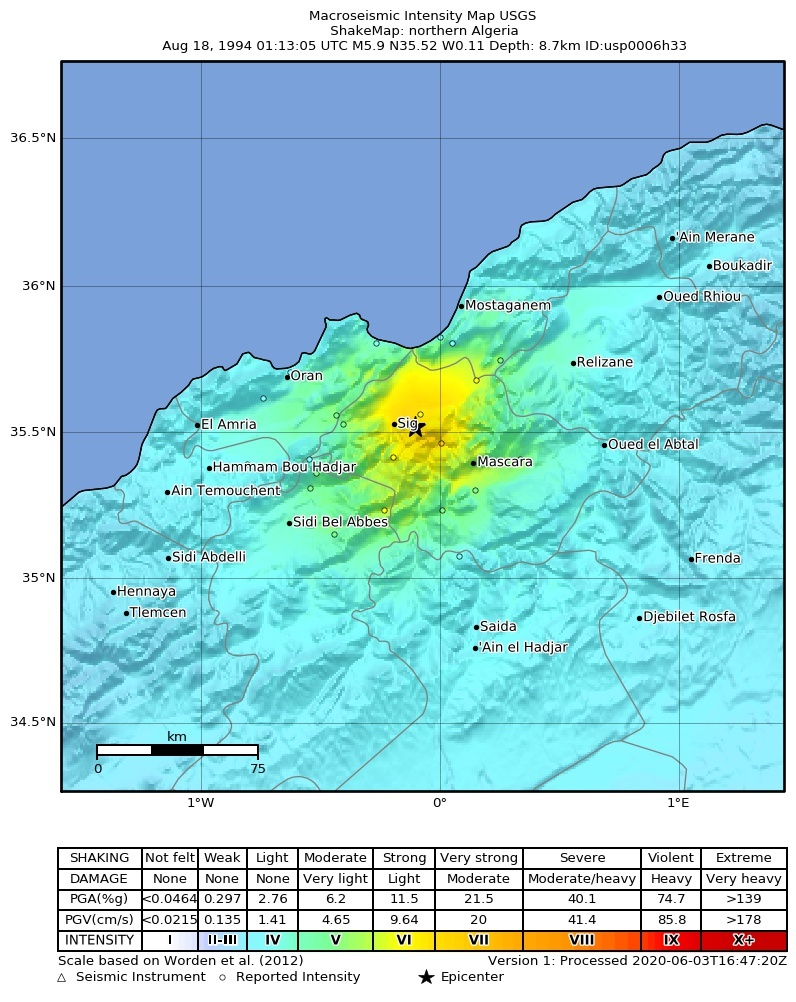
مركز الزلزال على شكل نجمة على خريطة شمال الجزائر

من خلال الأبحاث وضع احتمالين لحركة الصدوع، إما صدع مائل عكسي جانبي الأيسر الجانبي بحركة ميل من الشرق إلى الغرب أو صدع عكسي مائل من الشمال الشرقي إلى الجنوب الغربي.
بعد الزلزال تعرضت المنطقة لسلسلة هزات ارتدادية، حيث سجلت 17 هزة بقوة بلغت 3.9 على مقياس ريختر أو أكثر. وكانت أقوى هزة ارتدادية، بقوة 5.1 درجة، بعد 30 دقيقة من الهزة الرئيسية. واستمرت هذه الهزات الارتدادية حتى 28 أغسطس، مسببةً أضرارًا إضافية. في 19 أغسطس، ألحقت هزة ارتدادية بقوة 4.0 درجة أضرارًا بـ 63 منزلًا في قرية القرط، وهي قرية لم تتأثر بالهزة الرئيسية. وفي 22 أغسطس تسببت هزة ارتدادية أخرى بإصابة 4 أشخاص.

### الدمار
صمدت العديد من المباني الحجرية غير قوية وذات تصميم سيء، لذلك فإن شدة الزلزال القصوى حددت ب(VIII أو 8 درجات) على مقياس ميدفيديف - شبونهوير - كارنيك. وتضرر 2,000 منزل ومزرعة و10 مدارس تضررت كثيرًا. ودمر الزلزال قرى بشكل كامل، مثل: حسين وسيدي علي شريف والشاذلية، حيثُ دُمرت جميع المنازل في هذه القرى وعددها 458 منزلًا. كما أن الزلزال تسبب بضرر جزئي في 454 منزلًا، وبضرر بسيط لا يتجاوز 10% في 416 منزلًا بقرى تابعة لولاية معسكر. كما دُمّرت أعداد كبيرة من المزارع ومرافقها. وفي مدينة وهران الواقعة على بُعد 75 كيلومترًا (47 ميلًا) شمال غرب منطقة حسين، حيثُ ظهرت بعض الشقوق في المباني. أما ينابيع بوحنيفية الحارة، التي كانت صافية عادةً، فقد أصبحت حمراء اللون وموحلة مع ارتفاع درجة حرارتها. وصنع الزلزال دائرة ضرر كبيرة، بقُطر 150 كم.

### الخسائر
تسبب الزلزال في مقتل 171 شخصًا وإصابة 654 آخرين، من بينهم 290 في حالة حرجة، وتشريد 12,500 شخص في أكثر من 1,300 عائلة. ويُعزى ارتفاع عدد الضحايا إلى سوء البناء والمواد المستخدمة فيه. حيثُ انهارت العديد من المنازل في القرى الريفية المبنية من القش والطين، مما أسفر عن مقتل أو إصابة سكانها أثناء نومهم في الصباح الأولى. وفي قرية الشادلية وحدها وصل عدد القتلى إلى 105 من أصل 171 حالة وفاة نتيجة الزلزال. وظل الناجون المتبقون في الشوارع طوال الصباح خوفًا من أن تتسبب المزيد من الهزات الارتدادية في انهيار مساكنهم المتضررة أصلًا.

## بعد الزلزال
دخلت الدولة الجزائرية بأزمة اقتصادية وإنسانية، لذا طلبت الحكومة الجزائرية مساعدات دولية، واستجاب مكتب الشؤون الإنسانية التابع للأمم المتحدة مقدمًا 30 ألف دولار أمريكي كأموال طوارئ. وأمر المسؤولون الجزائريون توفير الطعام ومنتجات الألبان والبطانيات بسرعة، وقالوا إن مياه الشرب قد تنفد سريعًا. وأُرسل الجيش الجزائري جنودًا للمساعدة في جهود البحث والإنقاذ. الزلزال تسبب بانهيارات صخرية سدت الطرق، مما زاد من صعوبة جهود الإغاثة، وجعلت بعض المهمات مستحيلة. حيثُ لم يكن من الممكن الوصول إلى قرى جبال بني شقران إلا باستخدام المروحيات العسكرية. وعلى الرغم من سرعة الاستجابة بعد الكارثة، إلا أنها كانت لتكون أكثر فعالية لو استعدت المنطقة وخططت للكوارث قبل الزلزال. وأقام الهلال الأحمر الجزائري مخيمات لإيواء الناجين باستخدام المنازل الجاهزة، وأطلقت نداءات وطنية للتبرع بالدم.